# Damascus Securities Exchange
Die Damascus Securities Exchange (DSE) (arabisch سوق دمشق للأوراق المالية, DMG Sūq Dimašq li-l-Awrāq al-Māliyya) ist eine Wertpapierbörse mit Sitz in Damaskus, Syrien. Sie wurde 2009 gegründet und ist die einzige Börse in Syrien.  Sie begann mit ihren Räumlichkeiten im Stadtteil Barzeh. Am 10. Mai 2022 zog esie in das Geschäftsviertel Yaafur um.

## Geschichte
Am 1. Oktober 2006 erließ Dr. Al Assad, der Präsident der Arabischen Republik Syrien, das Dekret 55 (Börsengesetz), mit dem ein Markt für den Handel mit Wertpapieren eingerichtet wurde, der als Damascus Securities Exchange (die Börse) bekannt ist.    Die Börse ist eine öffentliche Einrichtung. Es finanziert sich selbst, obwohl die Einrichtungskosten und das Defizit größtenteils durch staatliche Darlehen finanziert werden. Ziel ist letztlich die Überführung der Börse in eine Beteiligungsgesellschaft. Der erste offizielle Handel wurde am Dienstag, dem 10. März 2009, gestartet.

## Mitgliedschaften
Die Damascus Securities Exchange ist Mitglied der Federation of Euro-Asian Stock Exchanges.
Und in der Arab Federation of Capital Markets.